# Vojtěch Bareš
Vojtěch Bareš es un deportista checo que compitió en piragüismo en la modalidad de eslalon. Ganó dos medallas de bronce en el Campeonato Mundial de Piragüismo en Eslalon, en los años 1993 y 1999, y una medalla de plata en el Campeonato Europeo de Piragüismo en Eslalon de 1998.

## Palmarés internacional
| Campeonato Mundial | Campeonato Mundial                   | Campeonato Mundial | Campeonato Mundial |
| Año                | Lugar                                | Medalla            | Competición        |
| ------------------ | ------------------------------------ | ------------------ | ------------------ |
| 1993               | Mezzana (Italia)                     | Medalla de bronce  | K1 por equipos     |
| 1999               | Seo de Urgel (España)                | Medalla de bronce  | K1 por equipos     |
| Campeonato Europeo |                                      |                    |                    |
| Año                | Lugar                                | Medalla            | Competición        |
| 1998               | Roudnice nad Labem (República Checa) | Medalla de plata   | K1 por equipos     |